# 饭岛澄男
饭岛澄男（日语：／ Iijima Sumio ?，1939年5月2日—），日本物理学家暨化學家，美國國家科學院暨中國科學院外籍院士。現任NEC特別主任研究員、名城大學教授、名古屋大學特聘教授。日本學士院會員。日本學士院恩赐奖得主。文化勳章表彰。文化功勞者。
飯島因發現奈米碳管與透射电子显微镜的相關工作享譽世界，長年被視為諾貝爾獎的有力候選人。

## 生平與成就
飯島澄男出生於日本埼玉縣越谷市，電氣通信大學電氣通信學部畢業。理學博士（東北大學）。現任名城大學大學院理工學研究科教授、NEC特別主任研究員、產業技術綜合研究所奈米碳管應用研究中心・中心長、名古屋大學特聘教授。
飯島教授專長於奈米科學、凝聚态物理学、材料科学、電子顯微鏡學與晶体学。主要成就包括：
- 1980年之前，就透過透射电子显微镜观察到富勒烯的洋葱状的结构。[3]
- 首次發現金超微粒子的「波動結構」（1984年）
- 發現奈米碳管並測定其原子級結構（1991年）

飯島教授為中國的奈米科技、電子顯微學貢獻甚多，在美國、日本指導了大批中國學生，中國官方稱他為「中國人民的好朋友」。

## 諾貝爾獎候選人
部份學者認為1996年的諾貝爾化學獎與2010年的諾貝爾物理學獎兩度忽略了飯島。如今，其獲獎希望非常渺茫。

## 所屬科學院
- 美国国家科学院外籍院士
- 挪威科學與人文學院院士
- 日本学士院會員
- 中国科学院外籍院士

## 榮譽
- 1985年 仁科芳雄獎
- 1996年 朝日獎
- 2002年 富蘭克林獎章
- 2002年 恩赐奖 (日本学士院)
- 2003年 文化功勞者
- 2007年 湯森路透引文桂冠獎
- 2007年 格雷戈里·阿米諾夫獎
- 2008年 科維理獎
- 2009年 阿斯图里亚斯亲王奖
- 2009年 文化勳章
- 2015年 歐洲發明家大獎（英语：European Inventor Award）
- 2025年 費瑟爾國王國際獎（英语：King Faisal Prize）科學獎

## 外部連結
- （日語） 飯島澄男のページ
- （日語） 会員個人情報|日本学士院 （页面存档备份，存于）
- （日語） 産業技術総合研究所ナノカーボン研究センター
- （日語） 研究者の素顔 （页面存档备份，存于）